# Nimo (España)
Nimo es un lugar del municipio de Noya, en la provincia de La Coruña, España. Está situada en la parroquia de Roo.
En 2021 tenía una población de 16 habitantes (5 hombres y 11 mujeres). Se encuentra a 7 kilómetros de la capital del municipio a 248 metros de altitud. Las localidades más cercanas son Pastoriza y Tambre.